# Вейт, Даниэль
Даниэль Вейт (нидерл. Daniel Veyt; род. 9 декабря 1956, Дендермонде, Бельгия) — бельгийский футболист, нападающий. Известен по выступлениям за «Варегем» и сборную Бельгии. Участник чемпионата мира 1986 года.

## Клубная карьера
Вейт начал карьеру в клубе второго дивизиона «Бом». За команде он выступал на протяжении трёх сезонов, после чего перешёл в «Синт-Никлас». В 1980 году Даниэль подписал соглашение с клубом «Варегем». В первом же сезоне он с 17 мячами стал лучшим бомбардиром чемпионата и помог команде выйти в Жюпиле лигу. В 1982 году Вейт помог клубу выиграть Суперкубок Бельгии. В 1985 году «Варегем» занял четвёртое место и Даниэль дебютировал в Кубке УЕФА, где клуб дошёл до полуфинала. В том розыгрыше Вейт забил два мяча в поединках против итальянского «Милана» и выбил грандов из турнира. В 1987 году Даниэль покинул «Варегем» оставшись рекордсменов команды по количеству матчей и голов.
Новым клубом Вейта стал «Льеж», как и в следующем своём клубе «Гент», он выступал за команду на протяжении двух сезонов. В 1991 году Даниэль перешёл в «Локерен» и несмотря на возраст был основным футболистом клуба. Его партнёром по атаке был гвинеец Сулейман Уларе, который был моложе Вейта на 16 лет. В 1993 году Даниэль завершил карьеру в клубе второго дивизиона «Зоттегем».

## Международная карьера
20 ноября 1985 года в отборочном матче против сборной Нидерландов Вейт дебютировал за сборную Бельгии. В 1986 году он поехал на Чемпионат мира в Мексику. На турнире Даниэль принял участие во встречах против сборной Испании, Парагвая, Аргентины, СССР и Франции. В поединке против парагвайцев он забил свой первый и единственный гол за сборную.

### Голы за сборную Бельгии
| #   | Дата         | Место                                  | Противник | Счёт | Результат | Соревнование         |
| --- | ------------ | -------------------------------------- | --------- | ---- | --------- | -------------------- |
| 01. | 11 июня 1986 | Немесио Диэс, Толука-де-Лердо, Мексика | Парагвай  | 2:1  | 2:2       | Чемпионата мира 1986 |

## Достижения
«Варегем»
- Обладатель Суперкубка Бельгии — 1982